# Památník Světové poštovní unie

Obraz pomníku na vlajce Světové poštovní unie

Památník Světové poštovní unie (německy Weltpost-Denkmal) je památníkem, jenž se nachází na zbytku bernských hradeb Kleine Schanze a připomíná to, že právě v Bernu byla v roce 1874 založena Světová poštovní unie.
Sestává z bronzové plastiky Autour du monde ("Kolem světa"), byl odhalen 5. října 1909. Zhotoven byl podle návrhu francouzského sochaře Reného de Saint-Marceaux (1845-1915), jenž vyhrál mezinárodní soutěž.
Plastika je umístěna na umělé skalce za vodní nádržkou a představuje zeměkouli. Kolem ní tančí alegorie kontinentů, jež si předávají dopisy. Na žulovém podstavci sedí vedle zeměkoule Berna se znakem města, personifikace Bernu v ženské podobě.